# 1876
1876 (MDCCCLXXVI) var ett skottår som började en lördag i den gregorianska kalendern och ett skottår som började en torsdag i den julianska kalendern.

## Händelser

### Januari
- 1 januari – Brittiska Bass Brewerys röda triangel blir världens första registrerade varumärkessymbol.[1]

### Mars
- 7 mars – Alexander Graham Bell får patent på telefonen.[2]

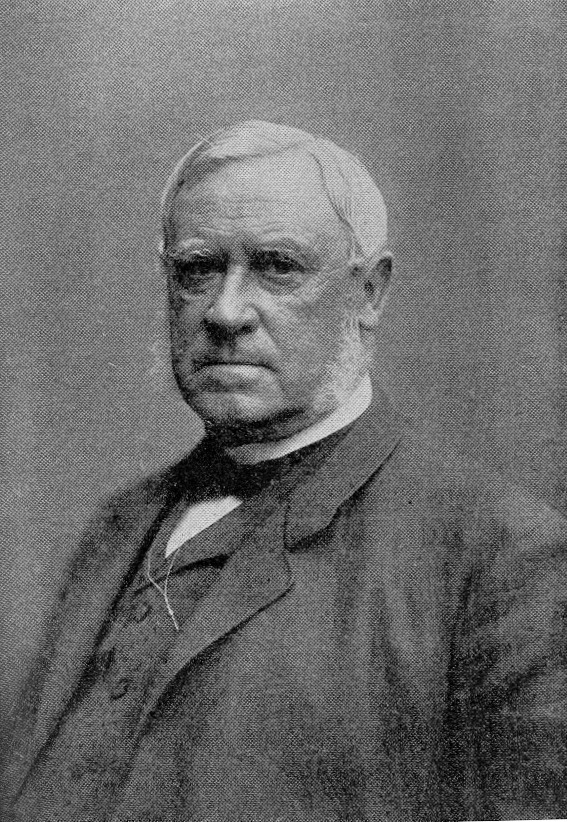
Louis De Geer d.ä.

- 20 mars – Det svenska statsministerämbetet inrättas. Louis De Geer d.ä. blir Sveriges förste statsminister.[3]

### April
- 1 april – Den tyska maskintillverkaren Orenstein & Koppel GmbH grundas.

### Maj
- 10 maj–10 november – Världsutställning i Philadelphia.
- 18 maj – Amerikanska soldater landstiger tillfälligt i Matamoros, Mexiko som står utan styre.[4]

### Juni
- 25 juni – Siouxindianerna under Sitting Bull och Crazy Horse besegrar amerikanerna under general Custer i slaget vid Little Bighorn.
- 28 juni – Ställdalenmeteoritens nedslag, andra bevittnade meteoritnedslag i Sverige

### Juli
- 22 juli – En storbrand utbryter i Söderhamn.

### Augusti

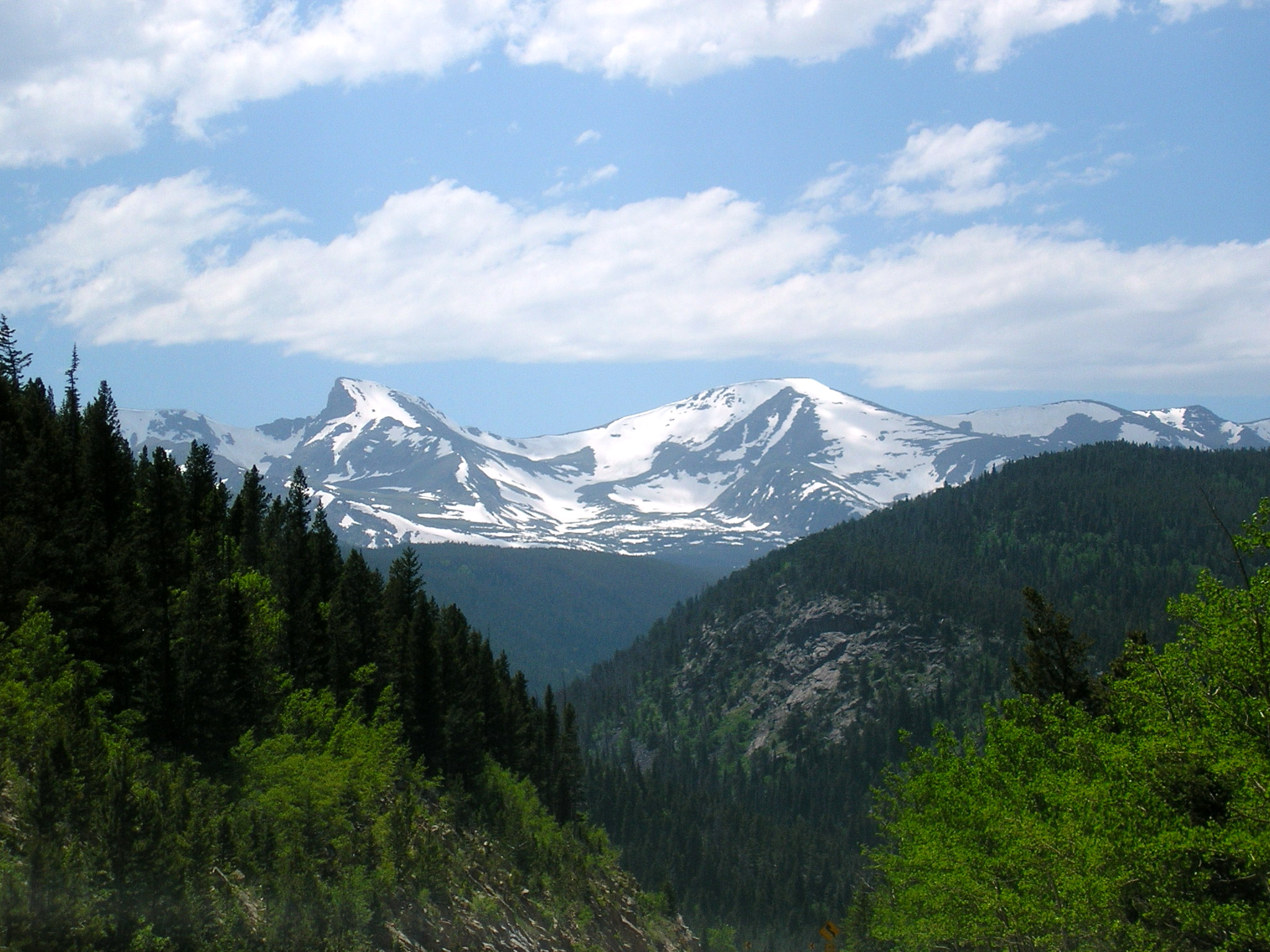
Colorado

- 1 augusti – Colorado blir den 38:e delstaten att ingå i den amerikanska unionen.[5]
- 2 augusti – Wild Bill Hickok skjuts ihjäl av Jack "Crooked Nose" McCall.

### Oktober
- 6 oktober – Vislanda-Bolmens Järnvägsaktiebolag (ViBJ) beviljas koncession.
- 16 oktober – Palmgrenska samskolan grundas i Stockholm och blir först i Sverige med samundervisning för pojkar och flickor.[6]
- 24 oktober – Stockholms utskänknings aktiebolag bildas.

### November
- 1 november – Nya Zeelands indelning i provinser avskaffas.[7]

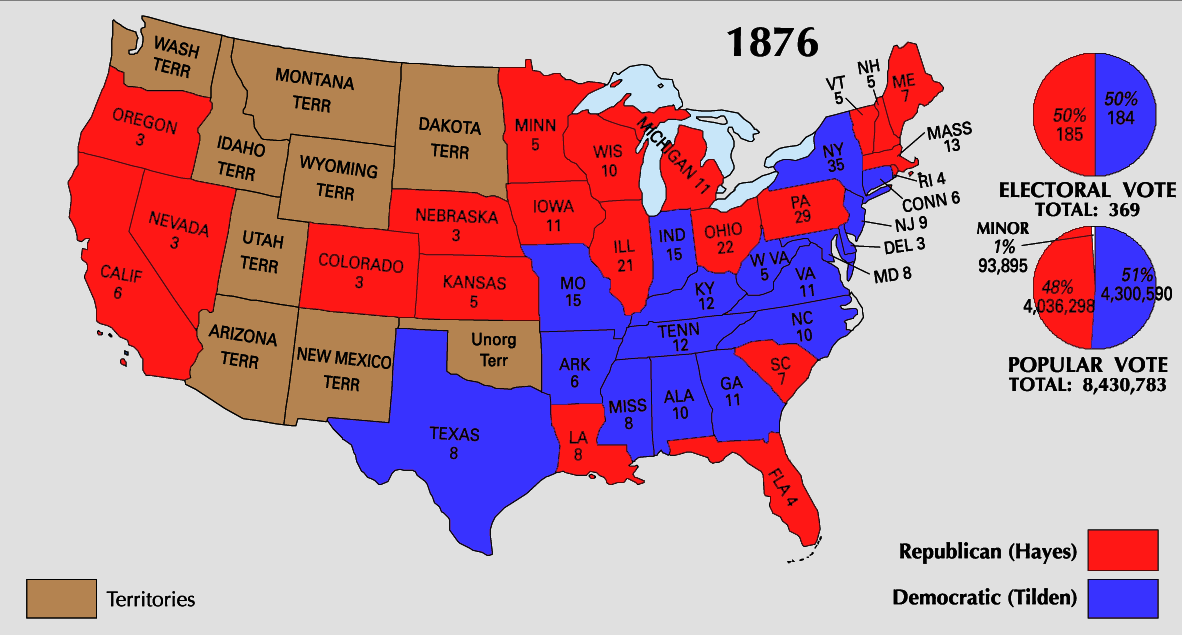
Presidentval i USA.

- 7 november – Republikanen Rutherford B. Hayes besegrar demokraten Samuel J. Tilden vid presidentvalet i USA.
- 29 november – Porfirio Díaz blir Mexikos president.

### December
- 5 december – Branden vid Brooklyn Theater dödar minst 278 människor, enligt vissa uppskattningar kanske över 300.
- 6 december – Den första kremeringen i USA genomförs. Det är Francis Julius LeMoyne som byggt krematoriet.

### Okänt datum
- Lars Magnus Ericsson öppnar en liten firma för telegrafisk utrustning i Stockholm. Den blir grunden till telefonföretaget LM Ericsson (nuvarande Ericsson).
- Elektriska bågljuslampor installeras vid sågverk i Dalarna och Hälsingland.
- Några smeder från Degerfors i Värmland utvandrar till Ural i Ryssland, för att skapa en smedindustri där. De har värvats av den svensk-ryske ingenjören Aleksander Hasselblatt.
- De sista postfärderna över Ålands hav med isbåt genomförs. Anledningen till att isbåtlinjerna läggs ner är, att de har konkurrerats ut av ångbåtar.
- Då metersystemet så smått börjar införas i Sverige upphör bruket att sätta upp milstolpar i landet.

## Födda

### Första kvartalet

#### Januari
- 5 januari – Konrad Adenauer, tysk politiker; västtysk förbundskansler 1949–1963, utrikesminister 1951–1955.
- 9 januari – Hans Bethge, tysk litteraturvetare.
- 12 januari – Jack London, amerikansk författare.
- 21 januari – Mathias Taube, svensk konstnär och skådespelare.
- 24 januari – Davis Elkins, amerikansk republikansk politiker, bankman och industrialist, senator 1911 och 1919–1925.
- 29 januari – Emile Stiebel, svensk operasångare och skådespelare.

#### Februari
- 8 februari – Cherokee Bill, amerikansk bandit.
- 17 februari – Henry Asbury Christian, amerikansk läkare.
- 19 februari – Constantin Brâncuşi, rumänsk skulptör.
- 26 februari – Victoria Strandin, svensk dansare.

#### Mars
- 2 mars
  - Lewis L. Morgan, amerikansk demokratisk politiker, kongressledamot 1912–1917.
  - Pius XII, född Eugenio Maria Giuseppe Giovanni Pacelli, påve 1939–1958.
- 12 mars – Elbert Lee Trinkle, amerikansk demokratisk politiker, guvernör i Virginia 1922–1926.

### Andra kvartalet

#### April
- 5 april – Maurice de Vlaminck, fransk målare.
- 7 april – Heinrich Tessenow, tysk arkitekt.
- 9 april – Ettore Bastico, italiensk fältmarskalk.
- 13 april – Are Waerland, svensk författare.
- 13 april – Anna Sissak-Bardizbanian, svensk journalist.
- 24 april – Erich Raeder, tysk storamiral. marinchef 1938–1943.

#### Maj
- 3 maj – James E. Murray, kanadensisk-amerikansk politiker, senator 1934–1961.
- 12 maj — Emanuel Landelius , svensk kirurg.

#### Juni
- 22 juni – Madeleine Vionnet, fransk modeskapare.
- 26 juni – Vincent Harris, brittisk arkitekt.

### Tredje kvartalet

#### Juli
- 9 juli – Karl Johanson, svensk lantbrukare och högerpolitiker.
- 18 juli – William Wain Prior, dansk generalmajor.
- 24 juli – Julius P. Heil, tysk-amerikansk politiker och affärsman, guvernör i Wisconsin 1939–1943.
- 25 juli
  - Elisabeth av Bayern, drottning av Belgien.
  - Sidney C. Roach, amerikansk republikansk politiker.

#### Augusti
- 6 augusti – Carl Gustaf Pettersson, svensk båtkonstruktör.
- 7 augusti – Mata Hari, nederländsk exotisk dansare och kurtisan.
- 8 augusti – Pat McCarran, amerikansk demokratisk politiker och jurist, senator 1933–1954.
- 14 augusti – Alexander I av Serbien.
- 18 augusti – George B. Martin, amerikansk demokratisk politiker, senator 1918–1919.
- 25 augusti – Eglantyne Jebb, brittisk filantrop och grundare av Rädda Barnen.

#### September
- 5 september – Wilhelm von Leeb, tysk generalfältmarskalk.
- 20 september – Hedvig Lindby, svensk skådespelare.
- 21 september – Mathias Taube, svensk skådespelare.
- 22 september – André Tardieu, fransk politiker, Frankrikes tillförordnade president 7–10 maj 1932.
- 23 september – Thomas Whitfield Davidson, amerikansk demokratisk politiker.

### Fjärde kvartalet

#### Oktober
- 15 oktober – Manda Björling, svensk skådespelare.
- 23 oktober – George Alfred Carlson, amerikansk republikansk politiker, guvernör i Colorado 1915–1917.

#### November
- 1 november
  - Olga Andersson, svensk skådespelare.
  - Torgny Segerstedt, svensk publicist och religionshistoriker.
- 5 november – Raymond Duchamp-Villon, fransk skulptör.
- 8 november – Charley Paterson, svensk skådespelare.
- 13 november – Cary A. Hardee, amerikansk demokratisk politiker, guvernör i Florida 1921–1925.
- 14 november – Hermann Ludwig Blankenburg, tysk kompositör av marschmusik.
- 18 november – Olof Ahlberg, svensk skulptör.
- 23 november
  - Manuel de Falla, spansk tonsättare.
  - Thomas M. Storke, amerikansk demokratisk politiker och publicist, senator 1938–1939.
- 27 november – Viktor Kaplan, österrikisk ingenjör och uppfinnare av Kaplanturbinen.

#### December
- 6 december – Fred Duesenberg, amerikansk racerförare och bildesigner, grundare av bilmärket Duesenberg.
- 10 december – Sven Wingquist, svensk uppfinnare.
- 23 december – Edwin Meredith, amerikansk publicist och politiker, USA:s jordbruksminister 1920–1921.

## Avlidna

### Första kvartalet

#### Januari
- 15 januari – Eliza McCardle Johnson, 65, amerikansk presidentfru.

#### Februari
- 10 februari
  - Reverdy Johnson, 79, amerikansk politiker, USA:s justitieminister 1849–1850.
  - August Söderman, 43, körmästare vid kungliga teatern.
- 17 februari – Llewellyn Lloyd, 83, engelsk björnjägare och zoolog.
- 19 februari – Fredrik Johan Berling, 67, svensk boktryckare och publicist.

#### Mars
- 31 mars – Jurij Samarin, 56, rysk politisk författare.

### Andra kvartalet

#### April
- 16 april – Trusten Polk, 64, amerikansk demokratisk politiker och jurist, senator 1857–1862.
- 23 april – Archibald Dixon, 74, amerikansk politiker, senator 1852–1855.
- 28 april – Thomas Aird, 73, brittisk författare.

#### Maj
- 8 maj – Konrad Pettersson Lundqvist Tector, mördare (avrättad).
- 18 maj – Gustaf Adolf Eriksson Hjert, mördare (avrättad).
- 20 maj – Willis A. Gorman, 60, amerikansk demokratisk politiker och general.

#### Juni
- 7 juni – Josefina av Leuchtenberg, 69, drottning av Sverige och Norge 1844–1859, gift med Oscar I.
- 8 juni – George Sand, 71, fransk författare och feminist.
- 21 juni – Antonio López de Santa Anna, 82, mexikansk militär, politiker och president i Mexiko.
- 25 juni – George Armstrong Custer, 36, amerikansk militär (stupad).

### Tredje kvartalet

#### Juli
- 1 juli – Michail Bakunin, 62, rysk anarkist.
- 19 juli – George E. Pugh, 53, amerikansk demokratisk politiker, senator 1855–1861.
- 28 juli – Mortimer Collins, 49, brittisk författare.

#### Augusti
- 2 augusti
  - Wild Bill Hickok, 39, legendomspunnen revolverman i vilda västern (skjuten bakifrån).
  - Gustaf Henrik Mellin, 73, svensk prost och skald.
- 23 augusti – Joseph R. Underwood, 84, amerikansk jurist och politiker, senator 1847–1853.

#### September
- 14 september – Robert Rhett, 75, amerikansk politiker.

### Fjärde kvartalet

#### Oktober
- 18 oktober – Francis Preston Blair, 85, amerikansk journalist och politiker.
- 24 oktober –  Suzanne Voilquin, 74, fransk feminist, journalist, författare, barnmorska, resenär och memoarskrivare.

#### November
- 6 november – Giacomo Antonelli, 70, italiensk kardinal.
- 9 november – Friedrich Ritschl, 70, tysk klassisk filolog.
- 30 november – Christian Winther, 80, dansk poet.

#### December
- 31 december – Catherine Labouré, 70, fransk mystiker och nunna, helgon.

### Fotnoter
1. ↑  ”United Kingdom Intellectual Property Office”. http://www.ipo.gov.uk/tm/t-find/t-find-number?detailsrequested=C&trademark=1.
2. ↑  ”Det hände i dag”. http://webnews.textalk.com/se/calendar.php?id=9747&type=month&ds=20100307&list=true.
3. ↑  ”– World Statesmen”. http://www.worldstatesmen.org/Sweden.html.
4. ↑  ”USA:s militära insatser i utlandet 1798-2004”. Arkiverad från originalet den 12 oktober 2011. https://www.webcitation.org/62NCLaa95?url=http://www.history.navy.mil/library/online/forces.htm.
5. ↑  ”World Statesmen (läst 3 april 2011)”. http://www.worldstatesmen.org/US_states_A-D.html#Colorado.
6. ↑  ”Svensk Läraretidning 1896”. https://runeberg.org/svlartid/1896/0591.html.
7. ↑  ”World Statesmen (läst 3 april 2011)”. http://www.worldstatesmen.org/New_Zealand_provinces.html.